# Екатеринбургская казённая механическая фабрика
Екатеринбургская казённая механическая фабрика — первое машиностроительное предприятие в Екатеринбурге, действовавшее в 1837—1874 годах.

## История
В 1801—1805 годах на территории Екатеринбургского монетного двора механиком Главного заводов правления Л. Сабакиным была создана и работала мастерская. На базе которой была создана казённая механическая фабрика в 1837 году.
В 1841 году особым смотрителем назначен горный инженер В. И. Рожков, главным механиком П. Э. Тет. Слесарно-сборочный и токарный цеха размещались в двух помещениях бывшей золотопромывальной фабрике Монетного двора. В 1851—1855 годах введены в строй кузнечный, котельный, модельный, литейный цеха, а также подсобные помещения, склады, сушилки для леса и др. И. А. Тиль отмечал, что сборочный цех с мостовым краном грузоподъёмностью 10 тонн и рельсовой колеёй с передвижной платформой был «роскошен». Токарный цех располагался в двухэтажном здании с состоял из 56 станков, приводом для которых служили два 60 л. с. водяных колеса, а в период мелководья работала паровая машина мощностью 70 л. с..
В 1837—1851 годах фабрика выполнила 235 наряда для 23 заказчиков, в том числе изготавливались водяные колёса, турбины, вентиляторы, воздуходувки, прокатные и волочильные станы и другое.
В 1845 году предписанием министерства финансов поручено изготавливать паровые машины для пароходов и кузнечное оборудование для производства паровых котлов и деталей корпусов пароходов, строящихся на Камско-Воткинском заводе. В 1847 году на фабрике для Камско-Воткинского завода изготовлен кромко-строгальный станок массой 1226 пудов и дыропробивной пресс массой 516 пудов.
В помощь П. Э. Тету из Англии были приглашены ряд специалистов: англичане Вильям Ли, Дэзид Джонсон, механики Сквейт и Евграф Викзель, бельгийцы литейщик Горвар, оружейный мастер Пьер, сверлильный мастер Кажо, литейщики Н. Гарди и Ю. Гарди, медных дел подмастерье Штрек. В 1850 году механик-изобретатель Евграф Уикзель, ставший затем главным механиком фабрики, спроектировал и рассчитал конструкции пароходных паровых машин. В 1850—1855 годах для Камско-Воткинского завода изготовлены паровые машины пароходов: «Граф Вронченко» (80 л. с.), «Кура» (100 л. с.), «Урал» (100 л. с.), «Работник» (100 л. с.).
Штаб корпуса горных инженеров отмечал, что «механическая фабрика приносит важную пользу области уральских горных заводов и без сомнения станет наряду вместе со многими лучшими заграничными в этом роде заведениями».
С 1861 года фабрика ликвидировала ряд цехов, значительно сократила производство. В 1868—1869 годах на фабрике изготавливались лафеты и ударные гранатные трубки для военного ведомства, производство было крайне убыточно. В 1874 году фабрика окончательно остановилась.
Численность
В 1852 году работало 400 рабочих.